# À Punt
À Punt é o principal canal de televisão da Corporação Valenciana de Meios de Comunicação  (CVMC), que veio substituir o Canal Nou, da Radiotelevisão Valenciana (RTVV). Os canais de televisão, assim como as emissoras de rádio, emitem dentro do multíplex que RTVV usava anteriormente.
Apesar da previsão de reciprocidade na emissão dos canais de rádio e televisão da CVMC dos canais públicos da Catalunha TV3 (CCMA) e das Ilhas Baleares IB3 (EPRTVIB), o governo espanhol de Pedro Sánchez impediu esta reciprocidade.

## História
No dia 29 de novembro de 2013, Alberto Fabra, que foi o presidente da Generalitat Valenciana de 2011 até 2015, anunciou o encerramento do Canal 9 e Nova Rádio da Radiotelevisão Valenciana. Fê-lo depois de um endividamento de 1.300 milhões de euros, devido a múltiplos escândalos, e a uma gestão dos recursos públicos e profissionais que acelerou a desilusão pela televisão de conteúdo sensacionalista, a qual não deu voz a acontecimentos relevantes da época, como o caso Gürtel de corrupção do PP, nem aos familiares das vítimas do acidente de metro em València em 2006. Depois da sentença do Tribunal Superior de Justiça da Comunidade Valenciana, que obrigou à recontratação por transgressão dos direitos fundamentais das mil profissionais despedidas num expediente de regulação de ocupação, cessaram as emissões, sob o pretexto, sustentado pelo Partido Popular, que a RTTV não era importante e não funcionava.
No verão de 2015, o novo governo valenciano de Ximo Puig iniciou o procedimento de reabertura do Canal Nou, à espera de aprovação de um modelo definitivo nos Tribunais Valencianos. A televisão provisória passaria a funcionar com poucos trabalhadores, conteúdo pré-gravado, filmes ou séries que davam no antigo Canal 9, e passar-se-ia a chamar Canal GVA (Canal Generalitat Valenciana), simulando o canal de comunicação e emissão de conferências de imprensa da Generalitat. Devido a problemas legais, o Canal GVA não pôde emitir a 9 de Outubro, o dia nacional de Valência.